# Patrik Vankrunkelsven
Patrik Vankrunkelsven, né le 2 mai 1957 à Geel est un homme politique belge flamand, membre du Open Vld.
Il est docteur en médecine, chirurgie et accouchements (KUL); 
docteur en sciences médicales (KUL);
médecin généraliste et  
chargé de cours (KUL). 
Il fut administrateur de l’Office national des déchets radioactifs et des matières fissiles (ONDRAF) (1991-2005) et depuis 2005 vice-président de Mayors for Peace (en).
Il est Chevalier de l'ordre de Léopold (2007).

## Fonctions politiques
- 1983-     : conseiller communal à Laakdal
- 1992-1998 : vice-président de la Volksunie (VU)
- 1995-2006 : bourgmestre de Laakdal
- 1998-2000 : président général de la VU
- 1999-2010 : sénateur élu direct
- 2008-     : membre du groupe de travail sur la réforme de l'État (groupe Octopus)